# L'Espèce humaine
Pour les articles homonymes, voir Espèce humaine.
L'Espèce humaine est une œuvre de Robert Antelme relatant son expérience comme déporté dans les camps de concentration nazis, publiée d'abord par les éditions de la Cité Universelle en 1947, puis rééditée dix ans plus tard par les Éditions Gallimard en 1957.

## Un livre important
L'Espèce humaine est le seul et unique livre écrit par Robert Antelme. Il est dédié à sa sœur Marie-Louise, morte en déportation. Le livre raconte au jour le jour l’épreuve de la déportation en camp de concentration.
Ce n'est pas qu'un livre de témoignage. Robert Antelme y fait aussi un véritable travail d'élaboration littéraire. Il s'efforce, par une langue d'une grande simplicité et d'une grande précision, dans une économie littéraire très pure, de dire l'indicible de l'expérience vécue. Comme le souligne Edgar Morin : « L'Espèce humaine était le premier, je dirai même le seul, livre qui fût au niveau de l'humanité, au niveau de l'expérience nue, vécue et exprimée avec les mots les plus simples et les plus adéquats qui soient. » Le texte est constitué d'un va-et-vient incessant entre la vie quotidienne de Robert Antelme, où finalement tous les jours finissent par se ressembler et une mise à distance, une réflexion purement intellectuelle sur l'univers concentrationnaire. De ce fait, le récit d'Antelme diffère de la plupart des témoignages puisqu'il peut apparaître par moments comme un essai. Cette mise à distance est d'autant plus remarquable qu'Antelme écrit alors qu'il n'est revenu des camps que quelques mois plus tôt.
Maurice Blanchot, dans L'entretien infini, parle à propos de ce livre de l'« égoïsme sans  égo » des hommes acharnés à survivre dans les camps. Il mesure très tôt la force du texte : « Je crois que le livre de Robert Antelme nous aide à avancer dans ce savoir. Mais il faut bien comprendre ce qu’une telle connaissance a de lourd. Que l’homme puisse être détruit, cela n’est certes pas rassurant ; mais que, malgré cela et à cause de cela, en ce mouvement même, l’homme reste l’indestructible, voilà qui est vraiment accablant, parce que nous n’avons plus aucune chance de nous voir jamais débarrassés de nous, ni de notre responsabilité. » De nombreuses expressions caractéristiques du monde concentrationnaire ne sont pas traduites et Robert Antelme reproduit uniquement les termes allemands.
Claude Roy montre comment cette part irréductible de l'humanité dans l'individu est aussi, dans L'Espèce humaine, le noyau le plus vital et le plus essentiel qui soit : « Le livre de Robert Antelme commence, lui, par : « J'ai été pisser, il faisait encore nuit. » Et, pendant tout le livre, Antelme va employer le vocabulaire le plus exact, le plus « au ras des choses », et décrire la vie, l'existence, la survie dans un monde féroce, mais où il ne voile, ne cache, ne maquille rien. Il emploie les mots crus. Il ne dit pas « les excréments », il dit « la merde », il dit « pisser », il dit « chier » et cette exactitude tient un très grand rôle dans son livre, comme dans la vie des déportés. C'est un des livres les plus élémentaires au sens radical, au sens des éléments de la vie. C'est un des livres où, avec cette vie, à partir de cette vie dépouillée de tout ce qui en fait en apparence le prix, le charme, le bonheur ou la possibilité de vivre, tout simplement, il déduit tout, il déduit l'essentiel. »

## Une réflexion sur le statut de déporté
Antelme cherche à faire comprendre de l'intérieur le vécu d'un déporté en utilisant des figures de style saisissantes. Par métonymie, il appelle les SS « les Dieux » : « On ne s'approche pas de lui, on ne pose pas les yeux sur lui. Il brûle, il aveugle, il pulvérise ». Robert Antelme guette ce qui transforme les SS tout puissants en des hommes ordinaires : la perte de puissance quand ils ne comprennent pas ce que disent les Français qui parlent entre eux, la peur qu'il peut lire sur leurs visages quand des avions alliés traversent le ciel allemand. Les détenus sont nommés les zébrés, pauvres hères identifiés à leurs uniformes. Cette construction littéraire donne à voir sans fioriture la déchéance physique des déportés. Ainsi quand Antelme évoque le premier déporté agonisant vu à Buchenwald, il écrit : « Une peau gris noir collée sur des os : la figure. Deux bâtons violets dépassaient de la chemise : les jambes. » Son écriture très imagée permet une économie de mots percutante. Par exemple pour expliquer que les SS regroupent les déportés les uns sur les autres, il dit : « Les sentinelles ... nous coagulent. » Le terme coaguler est utilisé à plusieurs reprises. Pour résister au froid les déportés décharnés se serrent les uns contre les autres comme des manchots. 
La faim, la détresse morale n'ont pas fait perdre à Robert Antelme son sens aigu de l'observation. L'usine Heinkel de Gandersheim fabrique des carlingues d'avion pour l'usine mère de Rostock. Pour garder leurs forces, les déportés travaillent le plus lentement possible (Primo Levi a fait le même constat); ceci d'autant plus que les rations sont encore plus maigres qu'à Buchenwald. De plus, en faire le moins possible est une forme de résistance au kapo. Employés comme travailleurs esclaves, ils montrent ainsi leur refus de participer à l'effort de guerre d'une Allemagne aux abois. Une seule carlingue a été livrée mais n'a pas pu être utilisée car défectueuse. Les travailleurs esclaves déportés mettent une telle mauvaise volonté à travailler sous la férule de meister incompétents que rien de valable ne sort de l'usine. Les autres carlingues fabriquées sont stockées dans un hangar car l'usine mère de Rostock a été bombardée par les Alliés. Les observations d'Antelme recoupent celles des historiens qui ont montré l'inefficacité du système de travail forcé instauré par les nazis.

## La lutte pour l'Homme
Au-delà du témoignage, le texte de Robert Antelme donne à penser sur la place de l'Homme dans le fonctionnement du système concentrationnaire mis en place par les SS. Le Blockaltester de son baraquement à Buchenwald,  un allemand, prisonnier politique interné depuis onze ans, dit aux déportés français fraîchement arrivés : « Il faut que vous sachiez bien que vous êtes ici pour mourir », affirmation qu'Antelme reprend vite à son compte. La faim, le froid, le travail épuisant n'ont qu'un but : faire mourir le déporté. Et Antelme d'expliquer: « Militer ici, c'est lutter raisonnablement contre la mort ». La mort du détenu est le triomphe du SS même si elle libère le détenu du SS ; ce qui lui fait dire au printemps suivant : « l'hiver était SS, le vent, la neige étaient SS. » Résister, c'est aussi refuser d'être réduit à l'état de bête de somme hagarde et affamée. Ainsi, Gaston Riby, un instituteur d'une trentaine d'années organise des « séances récréatives » le dimanche après-midi. Des déportés chantent ou récitent des textes pour divertir les autres. Il justifie ainsi son action: « Ils ont voulu faire de nous des bêtes en nous faisant vivre dans des conditions que personne, je dis personne, ne pourra jamais imaginer. Mais ils ne réussiront pas [...] Ils ont pu nous déposséder de tout mais pas de ce que nous sommes. Nous existons encore.[...] Pour leur résister et résister à ce relâchement qui nous menace, je vous le redis, il faut que nous tenions et que nous soyons tous ensemble. »
Devant le triomphe de la cruauté humaine, les hommes réduits à l’état de déchets que les SS veulent priver de leur humanité, ceux-ci possèdent encore l’irréductible conscience de leur existence : « C'est maintenant vivant et comme déchet que nos raisons triomphent » et s'adressant aux SS, il continue : « nous sommes la raison vouée par vous à l'existence clandestine [...] Vous avez refait l'unité de l'homme. Vous avez fabriqué la conscience irréductible. » Et c'est parce que les déportés réduits à l'état de squelettes, sales, prêt à fouiller dans les détritus pour manger des épluchures gardent en eux la conscience de leur propre humanité, contrairement aux SS qui les considèrent comme des sous-hommes, qu'il peut écrire : « Jamais personne ici ne deviendra à soi-même son propre SS ». Les politiques ont gardé un sentiment de solidarité mais seulement par groupe de trois ou quatre. Le premier jour de la marche de la mort, alors qu'un déporté est à bout de force son « copain » l'aide à rejoindre le rang et il échappe à l'assassinat par les kapos. Même dans la déchéance physique qui les pousse à voler les biscuits des chiens SS, à «chier » devant les autres, « Il n'y a pas d'ambiguïté, nous restons des hommes, nous ne finirons qu'en hommes. La distance qui nous sépare d'une autre espèce reste intacte, elle n'est pas historique. C'est un rêve SS de croire que nous avons pour mission historique de changer d'espèce.  [...] Il n'y a pas des espèces humaines, il y a une espèce humaine. C'est parce que nous sommes des hommes comme eux que les S.S. seront en définitive impuissants devant nous. »  Il n’y a pas d’un côté  les persécuteurs et de l’autre les persécutés. Persécuteurs et persécutés sont des hommes « face à la nature et face à la mort ». Le SS « peut tuer un homme mais ne peut pas le changer en autre chose. »